# Paal (Beringen)
Paal (lim. Poël) – dzielnica (deelgemeente) miasta Beringen w Belgii, w Regionie Flamandzkim, w prowincji Limburgia, w okręgu Hasselt. 1 stycznia 2020 roku liczyła 11 928 mieszkańców. Do 31 grudnia 1976 samodzielna gmina.

## Demografia
Liczba mieszkańców, stan na 1 stycznia:
| Rok                | 1930 | 1961 | 2020   |
| ------------------ | ---- | ---- | ------ |
| Liczba mieszkańców | 3973 | 5817 | 11 928 |